# Omroep Zeeland

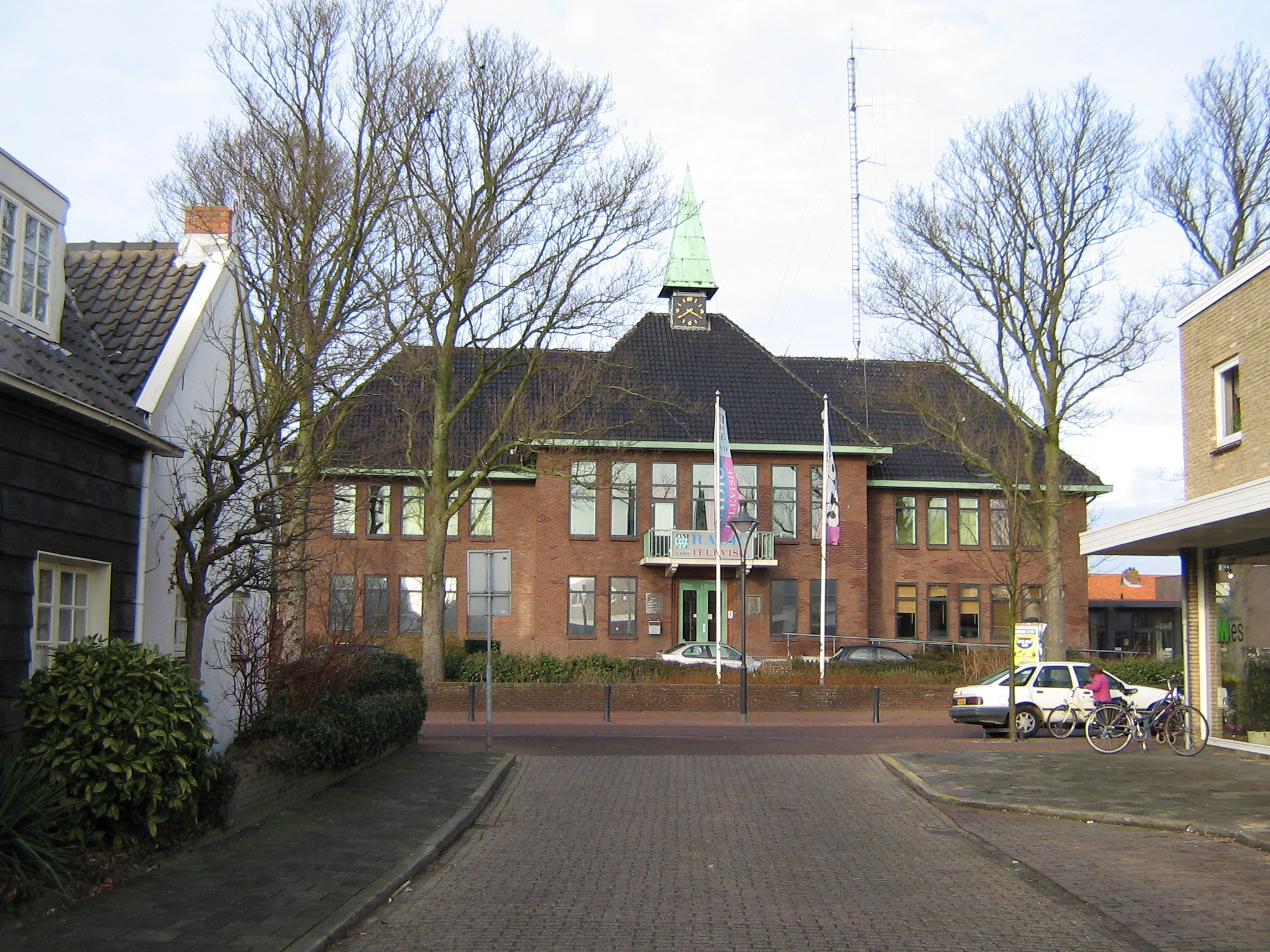
De studio van omroep Zeeland in Oost-Souburg

Omroep Zeeland is de publieke regionale omroep en rampenzender in de provincie Zeeland. Er zijn vijf media: radio, televisie, teletekst, tekst-tv en internet. De ruim 100 medewerkers van Omroep Zeeland werken in principe voor al deze media.

## Algemeen
Stichting Omroep Zeeland, opgericht op 13 juli 1988, is op 1 januari 1990 als een van de laatste regionale publieke omroepen gestart met radio-uitzendingen vanuit de studio in Oost-Souburg. Later zijn de activiteiten uitgebreid met internet in 1996, uitzendingen op televisie, teletekst en tekst-tv op 1 oktober 1997 en tegenwoordig is de omroep ook te volgen via Facebook, Twitter (tegenwoordig X), Instagram en TikTok.
Directeur-hoofdredacteur vanaf de oprichting in 1989 was Flip Feij. In 2007 is hij opgevolgd door Monique Schoonen (directeur). Sinds 2022 is Mike Ackermans de directeur. Edwin de Kort is hoofdredacteur bij de omroep sinds 2009.
Omroep Zeeland heeft in korte tijd een plaats verworven in de Zeeuwse samenleving en is voor veel Zeeuwen de belangrijkste bron voor nieuws uit de regio. Omroep Zeeland is een sterk merk met een naamsbekendheid van 97%.
Het versterken van de regionale journalistiek is het uitgangspunt van het meerjarenbeleid, waarbij de nadruk ligt op nieuws, actualiteit, evenementen en zo veel mogelijk achtergronden.

## Geschiedenis
De Stichting Omroep Zeeland ontstond uit de Initiatiefgroep Omroep Zeeland, ingesteld door de Zeeuwse Culturele Raad, en een daarmee verbonden, breed samengestelde adviesraad. Vanuit de Zeeuwse Culturele Raad was al vanaf 1967 - met steun van het provinciaal bestuur - geijverd voor de totstandkoming van een regionaal radiostation, maar dit werd door de landelijke politiek niet ondersteund. Toen de landelijke politiek inzag dat regionale omroep een functie kon hebben, werd dit niet ondersteund door een meerderheid van de Zeeuwse politici uit angst voor een kritisch medium, te vergelijken met het toenmalige STAD (Radio Amsterdam).
Na de verkiezingen voor Provinciale Staten in 1987 was het nieuwe college van Gedeputeerde Staten bereid in te gaan op het voorstel van de toenmalige minister van WVC, Elco Brinkman: u heft een tientje per huishouden met een radiotoestel en ik zorg voor de rest van het geld. Daarna ging het snel. De belangrijkste naam die aan de ontstaansgeschiedenis van Omroep Zeeland is verbonden, is H.W.A. Koch, indertijd directeur van de Zeeuwse Culturele Raad. Hij maakte tot juni 2007 deel uit van de Raad van Toezicht.
Het is woensdag 1 oktober 1997, even voor zes uur ’s avonds als Omroep Zeeland voor het eerst uitzendt op televisie. Harmen Siezen van het NOS Journaal presenteert de eerste uitzending, Helge Prinsen leest het nieuws.
Omroep Zeeland had de intentie om te verhuizen naar de Timmerfabriek in het Scheldekwartier in Vlissingen. Op dinsdag 16 februari 2010 werd een intentieovereenkomst tussen gemeente en omroep getekend. Echter op 12 januari 2012 is besloten om de verhuizing niet door te zetten omdat het niet lukte om de financiering voor de verhuizing naar de voormalige fabriekshal rond te krijgen.
In mei 2024 werd bekend dat Omroep Zeeland na 35 jaar in Oost-Souburg toch gaat verhuizen. De omroep gaat naar een nieuw gebouw aan de Prins Hendrikweg in Vlissingen, naast de Keersluisbrug. De planning is dat dat in 2026 gaat gebeuren. Volgens directeur Mike Ackermans is de verhuizing nodig om ook in de toekomst als modern mediabedrijf te kunnen opereren.

## Tv-programma's van Omroep Zeeland
- Zeeland Nu
- Trugkieke
- Verzeeuwigd
- Zeeuwse Zaken
- Uit in Zeeland
- Ik ben van 1953

## Presentatoren Zeeland Nu
- Floris-Jan Sietsema
- Ariane Lafort
- Martijn van der Werff
- Mirjam van Wouwe

## Radio-programma's van Omroep Zeeland
- Zeeland wordt wakker
- Goedemorgen Zeeland
- Zeeland Nu
- De Muziekmiddag
- Zeeland komt thuis
- Weekend!
- Zondag in Zeeland
- De Zeeuwse Top 40

## Enkele radiorubrieken van Omroep Zeeland
- Zegt U 't Maar
- Zeeuws Diep

## Radiopresentatoren
- Remco van Schellen
- Elsa van Hermon
- Elias den Hollander
- Marcel van den Driest
- Ronald Verburg
- Richard de Buck
- Floris-Jan Sietsema
- Martijn van der Werff
- Esme Bech
- Jan-Jaap Corré